# Лизиньяго
Лизиньяго (итал. Lisignago) — коммуна в Италии, располагается в провинции Тренто области Трентино-Альто-Адидже.
Население составляет 504 человека (2008 г.), плотность населения составляет 72 чел./км². Занимает площадь 7 км².
Коммуна Лизиньяго граничит с коммунами Джово, Чембра, Альбьяно. 
Покровителем коммуны почитается священномученик Власий Севастийский, празднование 3 февраля.

## География
Коммуна расположена на дороге, ведущей в горный массив Доломитовые Альпы, между коммунами Чембра и Джово в низинной долине Ависио, на правом берегу реки Крик.
Коммуна располагается на беспокойной морской террасе у подножья горы Васон на высоте 582 м на расстоянии 19 км от города Тренто.
По обе стороны муниципалитета площадью 7,16 км² расположены два глубоких разреза, ограждающих коммуну от соседних коммун Чембра на северо-востоке и Джово на западе.

## Демография
Динамика населения:

## История
Маленький город Лизиньяго был частью Священной Римской Империи и герцогства Трент. Он основан в 1004 году. В 1802 году был выделен из состава Священной Римской империи.

## Администрация коммуны
- Официальный сайт